# Perry Mason: Morte a tempo di rock
Perry Mason: Morte a tempo di rock (Perry Mason: The Case of the Silenced Singer) è un film per la televisione del 1990, diretto dal regista Ron Satlof. 

## Trama
Terri Knight è una cantante famosa apprezzata in tutto il mondo. Sta per iniziare il suo tour mondiale e comincia con uno spettacolo a Denver la stessa sera. Terri è sposata con Jack Barnett, manager della moglie ed ex allievo di Perry Mason ai tempi delle lezioni universitarie. A prima vista, Terri risulta la solita star con i capricci, infatti si altera durante le prove e lascia tutti per tornare a casa a riposarsi, litigando anche con il marito. Questi la segue a casa, dove i due hanno una violenta discussione, poi Jack riesce a far calmare la moglie e torna in ufficio a prendere uno spray per la gola, mentre la donna si mette a letto. Nel frattempo un uomo entra in casa, uccide la cantante, esce e chiama la polizia facendo ricadere i sospetti sull'ignaro marito che viene arrestato per omicidio. Perry Mason accorre in aiuto al suo amico e grazie ai documenti e notizie scovate da Della Street e alla ricerca dei testimoni da parte di Ken Malansky, si arriva al processo scoprendo alla fine una verità sconcertante. 

## Curiosità
- Richard DeBenedictis ha ricevuto la nomination agli Emmy Awards del 1990 per la colonna sonora di questo film tv.